# Gewone kaartmot
De gewone kaartmot (Agonopterix heracliana) is een nachtvlinder uit de familie van de sikkelmotten (Oecophoridae). 
De spanwijdte van de vlinder bedraagt tussen de 17 en 25 millimeter. De soort lijkt sterk op de iets kleinere bonte kaartmot (Agonopterix ciliella), de voorvleugels hebben identieke tekening, maar in de franje van de achtervleugel lopen slechts een of twee grijze lijnen, bij de bonte kaartmot zijn dat er meer. 

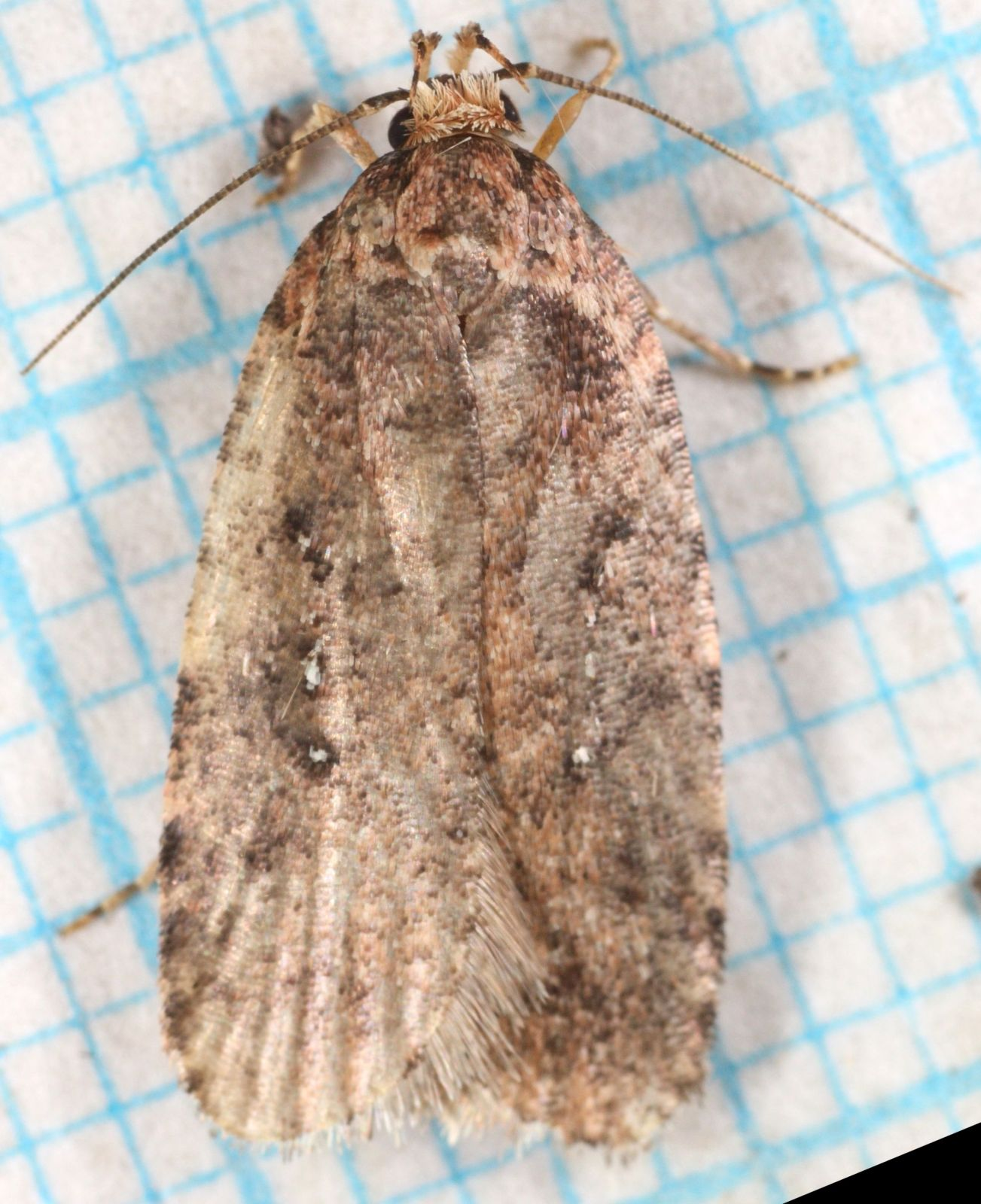
Kleurvariatie

## Levenscyclus
De rups van de  gewone kaartmot is zeer polyfaag op schermbloemigen. De rups is te vinden van eind juni tot in september. De vliegtijd is van halverwege augustus tot in mei. De soort overwintert als imago. 

## Voorkomen
De gewone kaartmot komt verspreid over het Palearctisch gebied voor. De gewone kaartmot is in Nederland en België een algemene soort. 